# José María Minella
Pour les articles homonymes, voir Minella.
José María Minella (né le 8 juin 1909 à Mar del Plata en Argentine et mort le 13 août 1981 à Buenos Aires) est un joueur de football international argentin, qui évoluait au poste de milieu de terrain, avant de devenir entraîneur.

## Biographie

### Carrière de joueur

#### Carrière de club
Fils d'immigrés italiens, il naît dans le quartier de La Perla à Mar del Plata, proche de la capitale argentine.

#### Carrière en sélection
Avec l'équipe d'Argentine, il dispute 24 matchs (pour un seul but inscrit) entre 1933 et 1941. Il figure notamment dans le groupe des sélectionnés lors des Copa América de 1937 et de 1941 (il remporte les deux éditions avec l'Albiceleste).

### Hommage
Lors des préparations pour le mondial 1978 en Argentine est construit un nouveau stade à Mar del Plata, la ville d'origine de Minella. Le stade est baptisé « Estadio José María Minella » en l'honneur de l'un des plus talentueux footballeurs de l'histoire de la ville.

## Palmarès

### Palmarès joueur
| \| Gimnasia La Plata - Championnat d'Argentine (1) : - Champion : 1929. \| \| River Plate - Championnat d'Argentine (3) : - Champion : 1936, 1937 et 1941. - Vice-champion : 1938 et 1939. \| |  | Argentine - Copa América (2) : - Vainqueur : 1937 et 1941.                                                   |
| Gimnasia La Plata - Championnat d'Argentine (1) : - Champion : 1929. |  | River Plate - Championnat d'Argentine (3) : - Champion : 1936, 1937 et 1941. - Vice-champion : 1938 et 1939. |

### Palmarès entraineur
River Plate
- Championnat d'Argentine (7) :
  - Champion : 1945, 1947, 1952, 1953, 1955, 1956 et 1957.
  - Vice-champion : 1948 et 1949.